# ケルン・シュタットバーンHF12形電車
ケルン・シュタットバーンHF12形電車（ケルン・シュタットバーンHF12がたでんしゃ）は、ドイツの都市・ケルンのライトレール（シュタットバーン）であるケルン・シュタットバーンに導入される鉄道車両。高床式のプラットホームに対応した車両で、スイスの鉄道車両メーカーであるシュタッドラー・レールが製造を実施する。

## 概要
2022年、ケルン・シュタットバーンを運営するケルン市交通公社は、在籍車両のうち高床式プラットホームの区間で使用されている旧型電車（2200形、2300形、K5000形）の置き換えを目的とした新型電車製造に関する入札を発表した。だがこの時点では参加企業は現れず、規格の見直しを行ったうえで2023年に再度入札を実施した。そして2025年、スイスのシュタッドラー・レールが製造権を獲得した旨が発表された。これを受け、同社が製造を実施するのがHF12形である。
片側にのみ運転台を備えもう片方の車体の端に貫通路を儲けている2車体連接車と、全長10 mの中間増結用付随車で構成され、2車体連接車同士を連結した全長約60 mの2両編成での運用に加え、付随車を中間に連結した全長約70 m、定員470人の長編成も想定している。車体には衝突防止システムや乗客数の計測システム、バックミラーに代わるカメラが搭載されている他、車内の照明はLEDが用いられており、冷暖房双方に対応した空調装置が完備されている。車体のデザイン設計は、ベルリンに本社を置くインダストリアルデザイン企業のビューロ+シュタウバッハ（büro+staubach）が手掛ける。
2029年に2車体連接車10両（2両編成5本）および付随車5両を先行導入し、試運転などを実施した後、2030年から2032年までに先行導入車を含めて2車体連接車を132両（2両編成66本）、付随車を34両製造する予定である。車両の寿命は30年を構想している。